# Altıntepe
Altıntepe (magyarul: „aranydomb”) Törökország urartui régészeti lelőhelye (ásatási terület), amely Erzincan tartomány Üzümlü körzetében egy, az Erzincan-síkságon található, 40 méter magas vulkáni tömbön terül el, rálátással az Eufráteszre. Az E80-as, az Erzincantól Erzurum felé haladó autópályán érhető el.

## Az ásatások
Altıntepén 1938-ban és 1956-ban rablókutatások történtek. Az első tudományos szintű ásatást az Ankarai Egyetem 1959–1968 között Prof. Dr. Tahsin Özgüç vezetésével végezte. Ekkor egy nagyjából 110×100 méteres átmérőjű, ellipszis alakú urartui erődöt hoztak felszínre: palotával, templommal, előkészítő épülettel és városfal maradványokkal, továbbá földalatti sírkamrával. Apadánája 41×23,7 méteres alapterületű, a lapos tetőt 18 oszlop tartotta. Az egyedülálló leletek az ankarai Anatóliai Civilizációk Múzeumában kerültek kiállításra.
Az ásatások befejezése után a helyszínt nem biztosították, ami következtében kutatgatások és rongálások történtek. Emiatt Erzincan Halil tartományi biztos rendelkezésére İbrahim Altınok 2003 óta ismét ásatásokat végez a területen.
Az erőd az Eufrátesz-menti Lusza hegyvidék kormányzójának vagy helytartójának székhelye volt, egyben határvédelmi helyőrség szállása és őrhelye. A várfalak vastagsága majdnem eléri a 3 métert. II. Argisti koráig biztosan használták, az urartuiak valamikor II. Argisti korában vagy később hagyták el. Feltárták raktárait is, amelyekben hatalmas agyagedényekben tárolták a helyőrség ellátásához szükséges élelmiszereket és bort.

## Fordítás
- Ez a szócikk részben vagy egészben  az   Altıntepe című német Wikipédia-szócikk fordításán alapul.  Az eredeti cikk szerkesztőit annak laptörténete sorolja fel. Ez a jelzés csupán a megfogalmazás eredetét és a szerzői jogokat jelzi, nem szolgál a cikkben szereplő információk forrásmegjelöléseként.